# Коронель (Чили)
Коронель  (исп. Coronel) — город и морской порт в Чили. Административный центр одноимённой коммуны. Население — 91 469 человек (2002). Город и коммуна входит в состав провинции Консепсьон и области Био-Био.
Территория коммуны — 279,4 км². Численность населения — 104 253 жителя (2007). Плотность населения — 373,13 чел./км².

## Расположение
Город расположен в 24 км южнее административного центра области — города Консепсьон.
Коммуна граничит:
- на севере — с коммунами Сан-Педро-де-ла-Пас, Чигуаянте;
- на востоке — с коммуной Уальки;
- на юго-востоке — с коммуной Санта-Хуана;
- на юге — с коммуной Лота.

На западе коммуны расположен Тихий океан.

## Демография
Согласно сведениям, собранным в ходе переписи Национальным институтом статистики, население коммуны составляет 104 253 человека, из которых 51 334 мужчины и 52 919 женщин.
Население коммуны составляет 5,26 % от общей численности населения области Био-Био. 5,02 % относится к сельскому населению и 94,98 % — городское население.

## События, связанные с городом
1 ноября 1914 года во время Первой мировой войны у мыса Коронель произошло морское сражение между британскими и германскими крейсерами, окончившееся победой последних.